# Eligmodontia morgani
Eligmodontia morgani és una espècie de mamífer rosegador de la família dels cricètids. Viu al sud-oest de l'Argentina i la part adjacent de Xile. El seu hàbitat natural és l'estepa patagona. És una espècie en risc mínim, és a dir, no sembla que hi hagi cap amenaça significativa per a la seva supervivència.
L'espècie fou anomenada en honor del banquer estatunidenc John Pierpont Morgan.